# American Idiot
American Idiot — сьомий студійний альбом американської панк-рок групи Green Day, був виданий в 2004 році. У середині 2003 року Green Day почали записувати пісні для альбому під назвою Cigarettes and Valentines, але невдовзі всі записи були вкрадені. Група вирішила, що краще не перезаписувати Cigarettes and Valentines, а почати з початку. Натхнені роботою The Who, вони вирішили створити рок-оперу . Green Day почали записувати альбом в Studio 880 в Окленді, Каліфорнія і закінчили в Ocean Way Recording в Голлівуді.
Альбом досяг успіху по всьому світу, з'являючись в чартах в 27 країнах і очолюючи 19 з них, включаючи Американські і Великобританський. З часу релізу, по всьому світу було продано більше 14 мільйонів копій American Idiot, з яких понад 6 мільйонів — в США. Альбом виграв багато нагород, включаючи Греммі в категорії Найкращий рок-альбом (Best Rock Album), та отримав позитивні оцінки від критиків. У 2012-му році зайняв 225-е місце в списку 500 найкращих альбомів усіх часів за версією журналу Rolling Stone.
До п'яти пісень з American Idiot були зняті кліпи: «American Idiot», «Boulevard of Broken Dreams», «Holiday», «Wake Me Up When September Ends» і дев'ятихвилинний «Jesus of Suburbia». За мотивами альбому була поставлена опера Американський ідіот, що вийшла на Бродвей в 2010 році.

## Сюжет альбому
В American Idiot розповідається про якогось Ісуса Передмістя (Jesus of Suburbia), який йде з дому, зустрічає Святого Джиммі (St. Jimmy), починає приймати наркотики, закохується в дівчину, відому як Whatsername (що дослівно перекладається як «як-її-там») — вчиться жити і розвивається, як людина.
У передостанній пісні альбому «Homecoming», коли говориться, що Св. Джиммі здійснює самогубство, мається на увазі, що Джиммі — це одна із сторін Ісуса («Jimmy died today / He blew his brains out into the bay / In the state of mind, it's my own private suicide»). Інший приклад з пісні «Letterbomb» майже доводить це («You're not the Jesus of Suburbia, the St. Jimmy is a figment of, your father's rage and your mother's love»).
Альбом міг також бути розцінений як антивоєнна алегорія проти політики Джорджа Буша і вторгнення США в Ірак. Однак у пісні «Wake Me Up When September Ends» Біллі Джо відходить від головної теми опери і розповідає про свого батька, який помер від раку, коли його син був ще дитиною.

## Виконання на гастролях
Протягом всього 2005 року група проводила гастролі на підтримку альбому. Також на концертах виконувалися кавер-версії пісень «We Are the Champions» групи Queen, «Shout» The Isley Brothers, «Outsider» The Ramones і «Stand By Me» Бена Кінга. Кульмінацією шоу став вибір трьох фанатів з натовпу, яким надавалася можливість на сцені виконати кавер-версію пісні «Knowledge» Operation Ivy, використовуючи інструменти групи. У турне група зробила запис двох концертів в Milton Keynes National Bowl (Англія), за два дні на яких побувало близько 130 000 чоловік. Ці записи були випущені 15 листопада 2005 року як «живий» CD & DVD під назвою Bullet in a Bible. Прикінцеві шоу світового турне пройшли в Сіднеї і Мельбурні (Австралія) 14 та 17 грудня 2005 року відповідно.

## Нагороди
American Idiot був номінований у семи категоріях Grammy і був названий найкращим рок-альбомом 2005 року. Пісня «American Idiot» отримала нагороду як найкраща пісня у відеоіграх (у грі «Madden NFL», 2005). Green Day також отримали сім нагород MTV Video Music Awards за пісню «Boulevard of Broken Dreams» (Бульвар розбитих надій) і кліп до пісні «American Idiot».
10 січня 2006 року Green Day був нагороджений премією People's Choice Award як улюблена група. У 2005 році пісня «Jesus of Suburbia» зайняла 61-е місце в австралійській «Triple J's Hottest 100» і була названа найдовшою з коли-небудь включених до цього списку пісень (її тривалість становить 9 хвилин 8 секунд). Green Day виграли дві премії Kids Choice Awards Blimps в 2006 році як улюблена музична група, а «Wake Me Up When September Ends» перемогла в номінації як улюблена пісня.
8 лютого 2006 Green Day отримали премію Grammy в номінації «Запис року (Record of the Year)» за пісню Boulevard Of Broken Dreams.
У серпні 2009 року American Idiot зайняв перше місце в списку журналу Kerrang! «50 найкращих альбомів XXI століття» (англ. The 50 Best Albums of the 21st Century), випередивши Muse (Absolution, # 2), Slipknot (Iowa, # 3) та ін

## Список композицій
Автор слів Біллі Джо Армстронг, крім відмічених, автор музики Green Day. 
| #     | Назва | Тривалість |
| ----- | --- | ---------- |
| 1.    | «American Idiot» | 2:54       |
| 2.    | «Jesus of Suburbia» I. «Jesus of Suburbia» II. «City of the Damned» III. «I Don't Care» IV. «Dearly Beloved» V. «Tales of Another Broken Home»                                                              | 9:08       |
| 3.    | «Holiday» | 3:52       |
| 4.    | «Boulevard of Broken Dreams» | 4:20       |
| 5.    | «Are We the Waiting» | 2:42       |
| 6.    | «St. Jimmy» | 2:56       |
| 7.    | «Give Me Novacaine» | 3:25       |
| 8.    | «She's a Rebel» | 2:00       |
| 9.    | «Extraordinary Girl» | 3:33       |
| 10.   | «Letterbomb» | 4:05       |
| 11.   | «Wake Me Up When September Ends» | 4:45       |
| 12.   | «Homecoming» I. «The Death of St. Jimmy» II. «East 12th St.» III. «Nobody Likes You» (слова написані Майком Дернтом) IV. «Rock and Roll Girlfriend» (слова написані Тре Кулом) V. "We're Coming Home Again» | 9:18       |
| 13.   | «Whatsername» | 4:14       |
| 57:12 | |            |

| Додаткові пісні з видання iTunes | Додаткові пісні з видання iTunes | Додаткові пісні з видання iTunes |
| #                                | Назва                            | Тривалість                       |
| -------------------------------- | -------------------------------- | -------------------------------- |
| 14.                              | «Too Much Too Soon»              | 3:30                             |
| 15.                              | «Shoplifter»                     | 1:50                             |
| 16.                              | «Governator»                     | 2:31                             |
| 65:03                            |                                  |                                  |

| Додаткові пісні з Японського видання | Додаткові пісні з Японського видання | Додаткові пісні з Японського видання |
| #                                    | Назва                                | Тривалість                           |
| ------------------------------------ | ------------------------------------ | ------------------------------------ |
| 14.                                  | «Favorite Son»                       | 2:06                                 |
| 59:18                                |                                      |                                      |

| Японський бонус-диск (виступ у Токіо) | Японський бонус-диск (виступ у Токіо) | Японський бонус-диск (виступ у Токіо) |
| #                                     | Назва | Тривалість                            |
| ------------------------------------- | --- | ------------------------------------- |
| 1.                                    | «American Idiot» | 4:17                                  |
| 2.                                    | «Jesus of Suburbia» I. «Jesus of Suburbia» II. «City of the Damned» III. «I Don't Care» IV. «Dearly Beloved» V. «Tales of Another Broken Home» | 9:22                                  |
| 3.                                    | «Holiday» | 4:33                                  |
| 4.                                    | «Are We the Waiting» | 3:18                                  |
| 5.                                    | «St. Jimmy» | 2:57                                  |
| 6.                                    | «Boulevard of Broken Dreams» | 4:41                                  |

## Цікаві факти
- В альбомі 3 пари перехідних пісень: «Holiday» — «Boulevard of Broken Dreams», «Are We the Waiting» — "St. Jimmy ", " Give Me Novacaine «-» She's a Rebel ".
- За альбому поставлена однойменна опера Американський ідіот, прем'єра якої відбулася 16 вересня 2009 в Berkeley Repertory Theatre[17].
- В «Сімпсонах в кіно» у сцені пророцтва Ейба грала версія синглу «American Idiot» на органі.

## Учасники запису
| Музиканти - Біллі Джо Армстронг — головний вокал, гітара - Майк Дернт — бас-гітара, бек-вокал, головний вокал на «Nobody Likes You» - Тре Кул — барабани, ударні, бек-вокал, головний вокал на «Rock and Roll Girlfriend» Додаткові музиканти - Роб Кавалло — піаніно - Джейсон Фріз — саксофон - Кейтлін Ханна — додатковий вокал на «Letterbomb» | Виробництво - Роб Кавалло / Green Day — продюсери - Доуг МакКін — звукорежисер - Браян "Dr. Vibb «Віббертс; Грег» Stimie «Бернс; Джиммі Хойзон; Джо Браун; Дмітар» Dim-e "Крнейк — асистенти звукорежисера - Кріс Дуган; Рето Пітер — додаткові звукорежисери - Кріс Лорд-Елж — зведення - Тед Дженсен — мастеринг |

## Сертифікації
| Регіон | Сертифікація  | Продажі    |
| --- | ------------- | ---------- |
| Аргентина (CAPIF) | 2× Платиновий | 80 000^    |
| Австралія (ARIA) | 6× Платиновий | 420 000^   |
| Австрія (IFPI Austria) | 2× Платиновий | 60 000*    |
| Бельгія (BEA) | Платиновий    | 50 000*    |
| Бразилія (ABPD) | Золотий       | 93,627     |
| Канада (Music Canada) | Діамантовий   | 1 000 000  |
| Данія (IFPI Denmark) | 2× Платиновий | 80 000^    |
| Фінляндія (IFPI Finland) | Золотий       | 23,133     |
| Франція (SNEP) | Платиновий    | 300 000*   |
| Німеччина (BVMI) | 4× Платиновий | 800 000    |
| Греція (IFPI Greece) | Платиновий    | 20 000^    |
| Угорщина (Mahasz) | Золотий       | 10 000^    |
| Ірландія (IRMA) | 8× Платиновий | 120 000^   |
| Israel | —             | 20,000     |
| Італія sales 2004–2005 | —             | 250,000    |
| Італія (FIMI) sales since 2009 | 2× Платиновий | 100 000    |
| Японія (RIAJ) | 2× Платиновий | 500 000^   |
| Мексика (AMPROFON) | Платиновий    | 100 000^   |
| Нідерланди (NVPI) | Золотий       | 40 000^    |
| Нова Зеландія (RIANZ) | 4× Платиновий | 60 000^    |
| Португалія (AFP) | Золотий       | 20 000^    |
| Іспанія (PROMUSICAE) | Золотий       | 50 000^    |
| Швеція (IFPI Sweden) | Платиновий    | 60 000^    |
| Швейцарія (IFPI Switzerland) | 2× Платиновий | 80 000^    |
| Велика Британія (BPI) | 8× Платиновий | 2 400 000  |
| США (RIAA) | 6× Платиновий | 6,200,000  |
| Підсумки |               |            |
| Європа (IFPI) | 4× Платиновий | 4 000 000* |
| Worldwide | —             | 16,000,000 |
| *продажі, що базуються лише на сертифікаціях · ^відвантаження, що базуються лише на сертифікаціях · продажі+прослуховування, що базуються лише на сертифікаціях |               |            |